# Branko Dangubić
Branko Dangubić (ur. 13 lipca 1922 w Ljubinju, zm. 24 listopada 2002 w Belgradzie) – lekkoatleta specjalizujący się w rzucie oszczepem, który startował w barwach Jugosławii.
Złoty medalista igrzysk śródziemnomorskich w 1951 roku. Uczestnik igrzysk olimpijskich, które w 1952 odbyły się w Helsinkach, gdzie zajął 5. miejsce. Rekord życiowy: 70,55 (23 lipca 1952, Helsinki).